# ラサール・ストリート駅 (シカゴ)
ラサール・ストリート駅 (又はラサール・ストリート・ステーション、英語: LaSalle Street Station) は、アメリカ合衆国イリノイ州シカゴの鉄道駅。
ダウンタウンのループ南西に位置し、州内鉄道メトラのRI線が乗り入れるターミナル駅である。

## 歴史

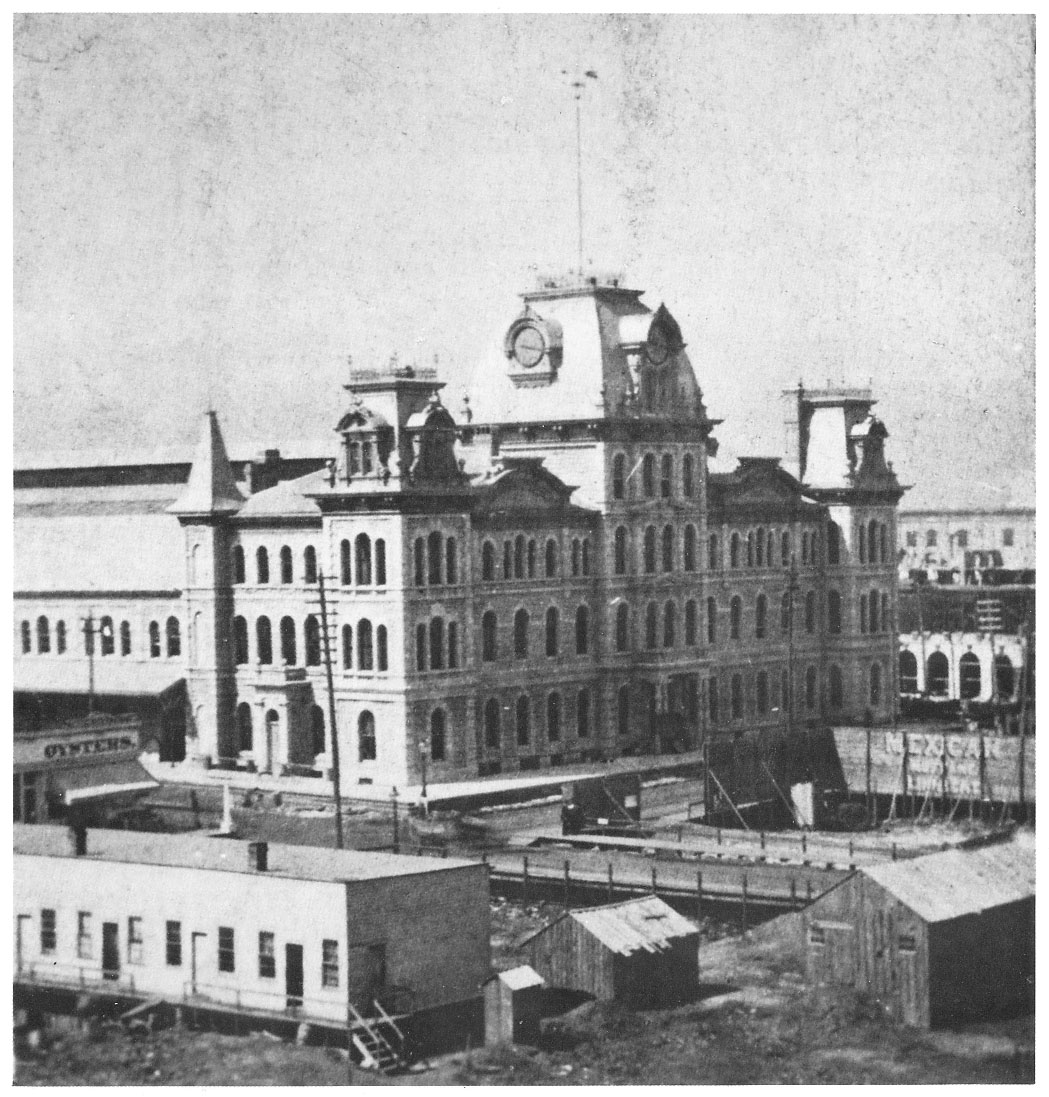
旧駅舎の写真(年代不明)

現在のラサール･ストリート駅の位置に最初の駅舎が設置されたのは1852年。
1866年に建て替えられた駅舎は、1871年のシカゴ大火で全焼した。
1903年に再度建設された駅舎は1981年まで使用された。同年、シカゴ証券取引所の高層ビル下部に現在の駅舎が完成。
上記の1903年駅舎の時代は、有名な旅客列車である20世紀特急(ニューヨーク・セントラル鉄道)、ロッキー・マウンテン・ロケット号(シカゴ・ロック・アイランド・アンド・パシフィック鉄道)が発着する重要駅であった。
またこの1903年駅舎は、アルフレッド・ヒッチコック監督・製作の映画「北北西に進路を取れ」(1959年)やジョージ・ロイ・ヒル監督の映画「スティング」(1973年)に使用されている。

## 構造

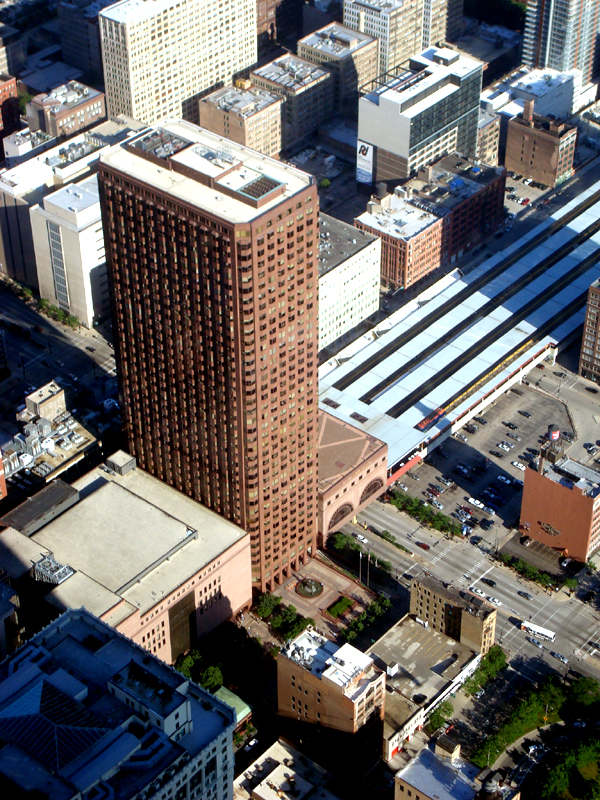
乗り場はシカゴ証券取引所に隣接している

ワン・フィナンシャル・プレース(シカゴ証券取引所が入居するビル)の南側、2階部分にホームが所在している。
窓口は平日午前6時15分から午後9時まで、土曜午前11時から午後7時半まで利用可能。待合室は毎日午前6時から深夜12時まで開いており、自動券売機、売店(平日午前8時から午後8時まで)、トイレ、警察官立寄所などがある。

## 乗り入れ路線

オレンジ色が現在のメトラRI線

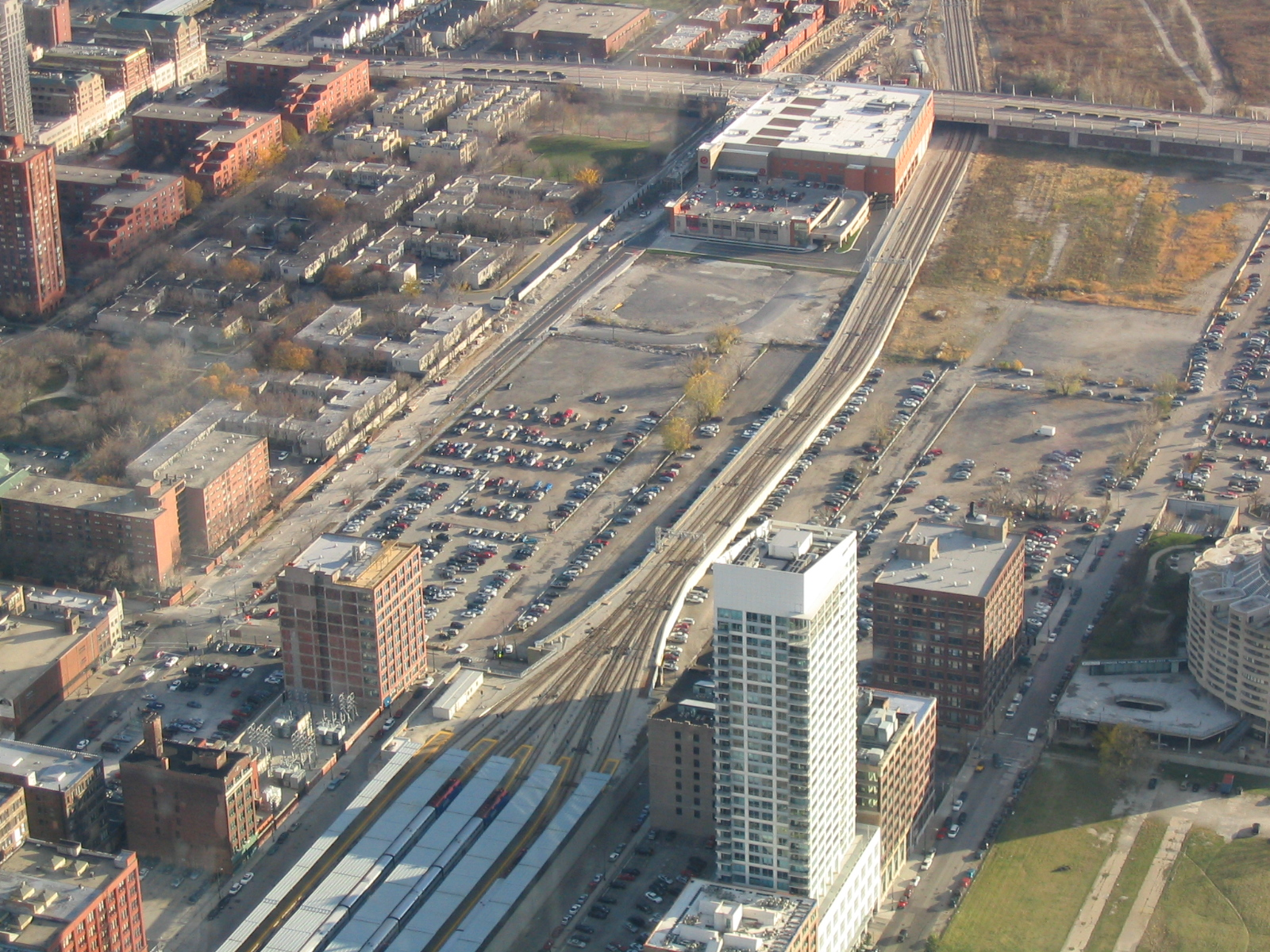
ウィリス・タワーから望むラサール・ストリート駅とメトラRI線の線路

メトラ
RI線 (Metra Rock Island District) - 南西方面のJolietへ向かう。

## アクセス
ループの南側路線から1ブロック外側に所在。
2011年6月、接続するCTAバスおよびブルーラインへのスムーズな乗り換えのために「インターモーダル・トランスファー・センター」が設けられた
。

### エントランス(入口)
- Financial Plaza - ワン・フィナンシャル・プレース西側。
- LaSalle - ワン・フィナンシャル・プレース東側。シカゴ・Lとの乗換に便利。

### CTA (バス・地下鉄/高架路線)・その他バスへの接続
CTAバス

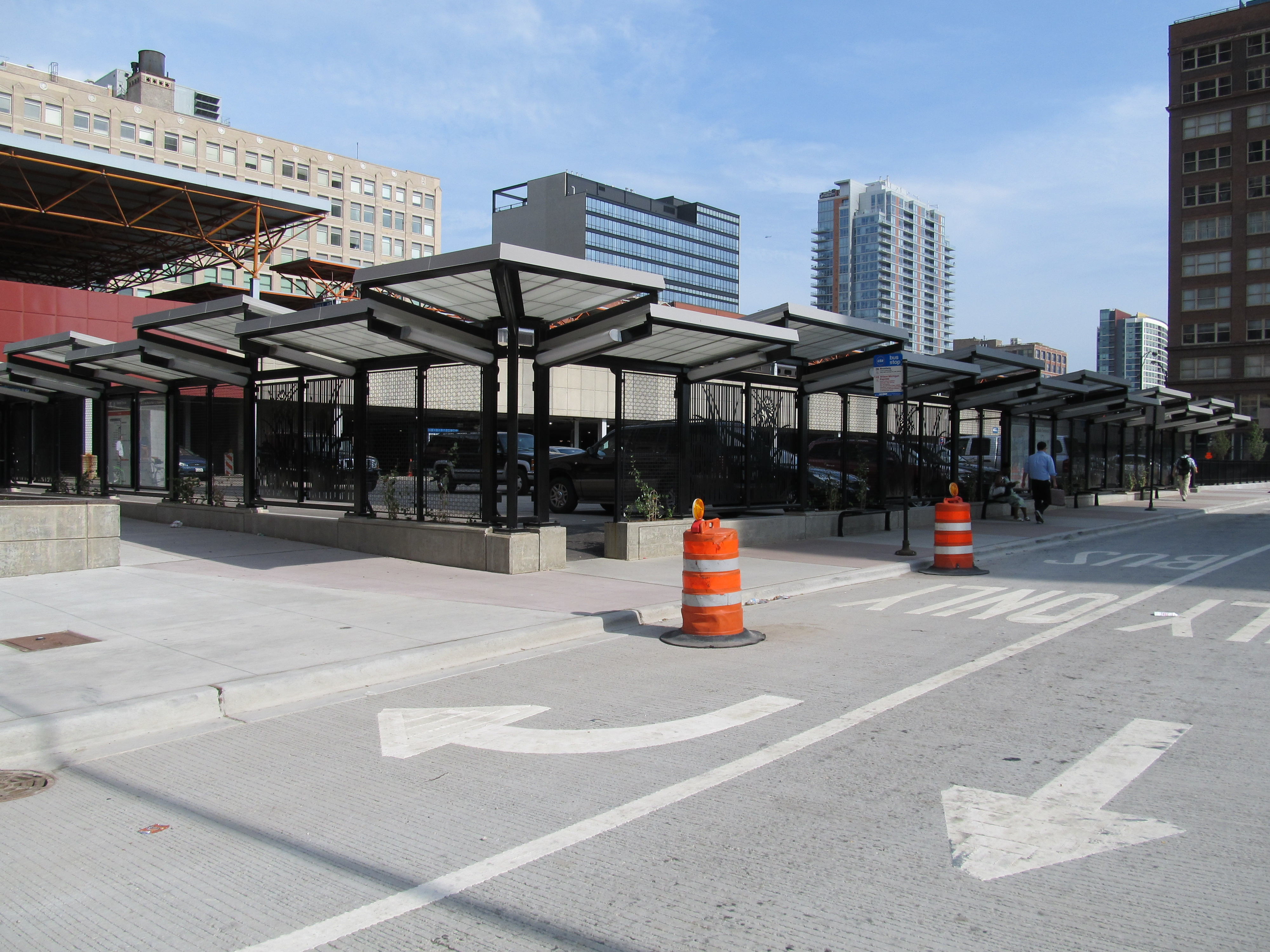
バスターミナル

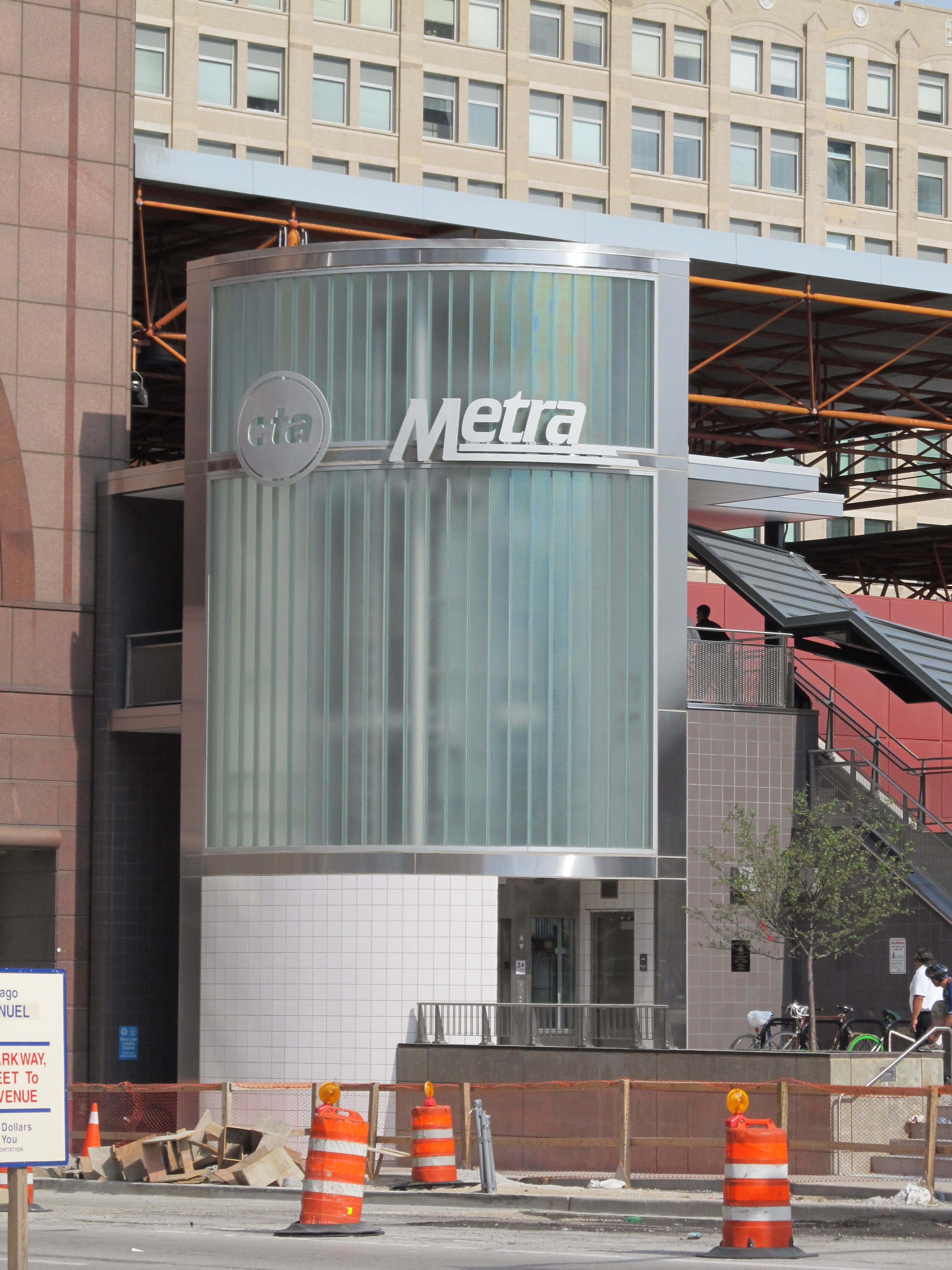
インターモーダル・トランスファー・センター

シカゴ交通局(CTA)のバスのルート・停留所は道路状況等に応じて頻繁に移動するので、注意が必要である。
- #1 Indiana/Hyde Park
- #7 Harrison
- #22 Clark (深夜運行あり)
- #24 Wentworth
- #36 Broadway
- #126 Jackson
- #129 West Loop/South Loop
- #130 Museum Campus (夏季のみ)
- #132 Goose Island Express
- #145 Wilson/Michigan Express
- #151 Sheridan (深夜運行あり)
- #156 LaSalle

CTA シカゴ・L
- ループ(Brown、Orange、Pink及びPurple Line)へ
  - LaSalle/Van Buren駅 - LaSalle出口から、北へ半ブロック。
- Blue Lineへ
  - LaSalle (& Congress)駅 - LaSalle出口から、南へ半ブロック。

ChicaGo Dash
- インディアナ州ヴァルパレーゾから1時間半の高速バス。(朝夕ラッシュアワーのみ)

### 空港への接続
- シカゴ・オヘア国際空港
  - 上記CTA Blue Lineを使用。約40分。
  - タクシーの場合、混雑していなければ30分程度、約40ドル。混雑時は75分以上かかることもある。
- シカゴ・ミッドウェー国際空港
  - 上記CTA Orange Lineを使用。約30分。
  - タクシーの場合、混雑していなければ20分程度、約25ドル。